# Ivan Ljachov
Ivan Ljachov (rusky Иван Ляхов, † kolem roku 1800) byl jakutský obchodník a ruský cestovatel po Arktidě, objevitel ostrova Kotělnyj.

## Životopis
Není známo kdy a kde se Ivan Ljachov narodil, v historických záznamech se poprvé objevuje až na jaře 1770, kdy podnikl cestu se psím spřežením z Jakutska na sever, podél zamrzlého moře od mysu Svatý nos a navštívil tehdy ještě bezejmenné ostrovy objevené kozáky Merkurijem Vaginem a Jakovem Permjakovem v letech 1710 a 1712. Na rozdíl od svých předchůdců nebyl hnán touhou po objevení nových zemí, ale po ekonomickém zisku. Podle poznámek Vagina a Permjakova věděl, že na ostrovech je mamutí slonovina, chtěl ji prozkoumat a co nejvíce dovést do Jakutska. Slonovinu na ostrovech skutečně nalezl a dovezl do Jakutska. Popsal ostrovy jako stvořené ze slonoviny, že tolik mamutích kostí a klů nikde jinde na světě není.
Požádal carevnu Kateřinu II. o vydání monopolu na slonovinu z ostrovů a také na obchod s liščími kůžemi z ostrovů. Kateřina II. vydala zvláštní dekret, kterým mu umožnila monopol a navíc nařídila po něm pojmenovat část souostroví na Ljachovské ostrovy a pojmenovat po něm dva ostrovy - Velký Ljachovský ostrov a Malý Ljachovský ostrov.
V letech 1773-1774 podnikl druhou výpravu k Ljachovským ostrovům a pokračoval severním směrem po stopách stáda sobů, kde objevil ostrov Kotělnyj (největší z Novosibiřských ostrovů). Na ostrovech zahájil Ljachov intenzivní činnost: pozval jakutské lovce kožešin a zorganizoval lov polární lišky a extrakci mamutích kostí. Na Ljachovských ostrovech postavil dvě zimní chaty - obyčejné jakutské domy se stodolami. Jedna ze zimních chat byla u ústí řeky Šapošnikov a od ní 230 verst daleko byla poblíž řeky Kumarejky druhá zimní chata. Mezi těmito chatami byly tři chatrče pro přenocování. Na Novosibiřských ostrovech se tak objevily první stálé osady, jejichž pozůstatky lze najít i v roce 2021.
V roce 1775 podnikl Ivan Ljachov třetí expedici, v rámci které s sebou vzal i geodeta S. Chvojnova, s nímž zmapoval a popsal Velký Ljachovský ostrov.
Další osudy Ivana Ljachova nejsou známy, předpokládá se, že zemřel kolem roku 1800.

## Paměť
Jsou po něm pojmenovány:
- Ljachovské ostrovy
- Velký Ljachovský ostrov
- Malý Ljachovský ostrov